# Townshend Acts
Townshend Acts (ang. ustawy Townshenda) – seria ustaw uchwalonych w 1767 przez brytyjski parlament po odwołaniu ustawy stemplowej, nazwanych od ówczesnego ministra skarbu Charlesa Townshenda.
Wprowadzały cło na towary takie jak szkło, papier, ołów, farby i herbata, które kolonie zmuszone były importować. Powołano Amerykańską Radę Celną (American Board of Customs Commissioners) mającą nadzorować egzekucję podatków i zawieszono jednocześnie nowojorskie zgromadzenie ustawodawcze aż do chwili, kiedy zgodzi się ono uchwalić środki finansowe na utrzymanie angielskich oddziałów. Nowy Jork odmówił wcześniej podporządkowania się ustawie o kwaterunku wojsk (Quartering Act z 1765), wychodząc z założenia, że tego rodzaju obowiązek nie został uchwalony zgodnie z konstytucyjną zasadą przedstawicielstwa.
W odpowiedzi koloniści bojkotowali towary sprowadzane na statkach brytyjskich, usiłując zastępować je wytworami rodzimej produkcji. Atakowano urzędników celnych, organizowano opór wobec rewizji na statkach i prób konfiskaty przemycanych towarów. 19 stycznia 1770 doszło do walk w Nowym Jorku, a 5 marca w Bostonie zaatakowani przez tłum żołnierze odpowiedzieli salwą, w wyniku której zginęło 5 osób.
W wyniku bojkotu import towarów brytyjskich do kolonii spadł w 1769 r. o 40 procent. Podobnie jak w przypadku ustawy stemplowej, kupcy brytyjscy znów zaczęli naciskać na rząd, by odwołał cła. Nowy premier, lord North, zgodził się na to w marcu 1770 r., utrzymując jednak cło na herbatę dla podkreślenia bezsporności autorytetu Londynu wobec kolonii.
W celu pomocy Kompanii Wschodnioindyjskiej, przeżywającej trudności finansowe i szukającej sposobu na szybkie spieniężenie blisko 300 ton herbaty zalegających w jej magazynach, w maju 1773 r. Parlament uchwalił ustawę o herbacie (Tea Act). Przyznawała Kompanii monopol na dostawę tego towaru do kolonii, zezwolono jej na sprzedaż herbaty bezpośrednio w portach amerykańskich, zamiast, jak dotąd, na publicznych aukcjach w Londynie.
W większości portów amerykańskich skłoniono statki Kompanii do odpłynięcia z przywiezionym ładunkiem z powrotem do Anglii. W Bostonie jednak gubernator Thomas Hutchinson wszelkimi siłami starał się zatrzymać transport, by potem szukać sposobów sprzedaży. W odpowiedzi na to 16 grudnia 1773 r. miał miejsce incydent znany jako herbatka bostońska. Grupa radykałów przebranych za Indian wdarła się na statki i wrzuciła cały ładunek herbaty do morza.
Na wniosek rządu parlament uchwalił cztery ustawy, określone w koloniach jako „przymusowe” i „nieznośne” (Coercive and Intolerable Acts). 31 marca 1774 r. port w Bostonie został zamknięty  do czasu wypłacenia przez miasto odszkodowania dla Kompanii. 20 maja została zmieniona karta kolonii Massachusetts. Pozbawiła ona zgromadzenie istotnych uprawnień wyboru urzędników i sędziów, ograniczyła sesje zgromadzeń i poddała je kontroli gubernatora. Jednocześnie ustalono, że urzędnicy królewscy podejrzani o zabójstwo nie będą odpowiadać przed ławą przysięgłych w Massachusetts, ale przed sądem angielskim. 2 czerwca 1774 r. uchwalona została nowa ustawa o zakwaterowaniu zezwalająca wojskom angielskim na kwaterowanie w domach prywatnych.
W odpowiedzi na represje we wrześniu zebrał się Kongres Kontynentalny, rozpoczęła się wojna o niepodległość Stanów Zjednoczonych.